# 雪陸
雪陆("Terra Nivium",拉丁文是“雪之陆地”)是月球上一个形似三角状高地区。1651年出版的《新天文大成》(Almagestum Novum)一书中，月面学家乔瓦尼·巴蒂斯塔·里乔利为各个高原地形区进行了命名，然而，与他对陨石坑和月海的命名不同，他对月球大陆区的命名后来再未被普遍使用。
雪陆坐落于澄海以南、汽海之北，西北邻接崎岖的亚平宁山脉、东北则是略为逊色的海玛斯山脉。部分区域通过渗入的熔岩与汽海连接在一起。
该不规则区域包含了一些被玄武熔岩覆盖的小盆地，实质上形成了一座座的小型月海，它们全都聚集在南部区边缘，其中大部分集中于汽海和海玛斯山脉之间。这些月海般的地形通常外形均不规则，而且很多都通过各陆块岛体间的缺口相通。
下表中的区域按从西至东顺序排列，列出的直径值对应于能完全包含该区域的最小圆。

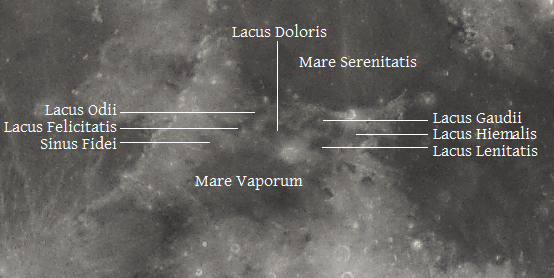
雪陆地质特征，图中临近中心点的是曼尼里乌斯陨石坑。

| 译名   | 拉丁名            | 纬度    | 经度    | 直径     |
| ------ | ----------------- | ------- | ------- | -------- |
| 忠诚湾 | Sinus Fidei       | 18.0° N | 2.0° E  | 70 公里  |
| 幸福湖 | Lacus Felicitatis | 19.0° N | 5.0° E  | 90 公里  |
| 怨恨湖 | Lacus Odii        | 19.0° N | 7.0° E  | 70 公里  |
| 忧伤湖 | Lacus Doloris     | 17.1° N | 9.0° E  | 110 公里 |
| 柔湖   | Lacus Lenitatis   | 14.0° N | 12.0° E | 80 公里  |
| 欢乐湖 | Lacus Gaudii      | 16.2° N | 12.6° E | 113 公里 |
| 冬湖   | Lacus Hiemalis    | 15.0° N | 14.0° E | 50 公里  |